# 塔倫西人
塔倫西人（英語：Tallensi，也拼作Talensi）,是一群分布在迦納北部的人，說的話是古爾語支下的語言Talni，古爾語支屬尼日-剛果語系的其中一支。種植小米與高粱作為主食，飼養小規模的牛、綿羊和山羊。族群內一般的家庭單位是一個男人和他的兒子（有時候也有孫子）與他們的妻子和未婚女兒的一夫多妻聯合家庭。女兒結婚後與她們的丈夫住在其他社區，但是通常在附近。

## 民族分佈、人口與語言
民族主要分布在迦納北方一帶，以及布吉納法索的東南方，是個跨境民族。

### 人口
塔倫西人是廣泛指稱講同一種語言的部落群，在1960年代大約有50萬人，目前估計大約8萬，每個部落各自依他們的需求為優先，在20世紀中期，這個狀況稍稍有了改變，男人開始到迦納的大城市工作，改變部落收入。傳統上，男人要辛勤工作提供女人舒適的家庭。

### 地理分布
塔倫西人分布在迦納的東北地區

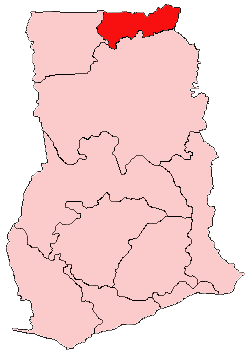
迦納的東北地區
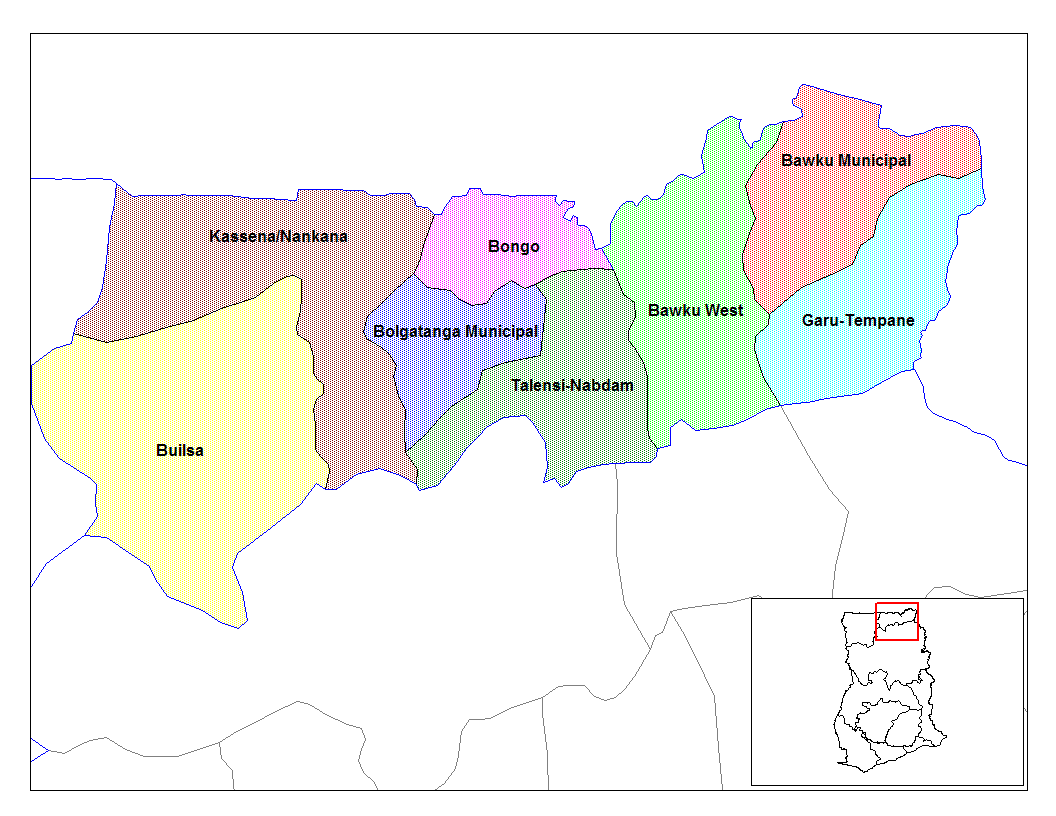
東北地區下轄的縣Talensi-Nabdam，位在整個地區的中南部，東北地區首府博爾加坦加的東南方

### 語言
Farefare，或Frafra，也稱作Gurenɛ，主要在迦納北部,尤其是東北地區，和布吉納法索南部Frafra人的共同語言，2003年有720000人使用，是迦納的國家語言之一，與迦納北部地區的語言Dagbani、布吉納法索的南部語言(也是他的國家語言之一)Mossi都有關聯性。，是屬於Farefare底下的一個方言，但可能是誤報。也有一說是屬於Dagbani底下的方言，而Dagbani是迦納北部地區使用的一種語言
語言系譜：
- 尼日-剛果語系
  - 大西洋-剛果語族
    - 古爾語支（英语：Gur language）
      - 北部語
        - Oti-Volta（英语：Oti-Volta）
          - 
            - Dagbani（英语：Dagbani）

## 地理環境
迦納北部主要地形以高原為主，氣候屬熱帶莽原氣候，夏雨冬乾，乾濕季分明。

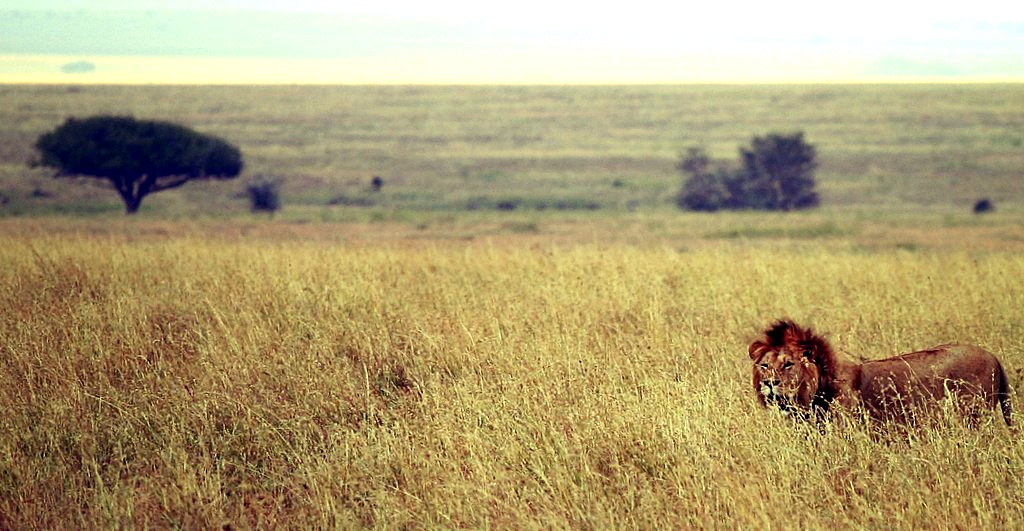
熱帶莽原

## 歷史沿革
3～4世紀起，為迦納帝國的一部分；13世紀，阿坎人、莫西人等先後在南北各地建立王國；1471年葡萄牙殖民者侵入，掠奪黃金；沿岸被稱為「黃金海岸」。1595年荷蘭、英國等紛紛侵入，販賣奴隸。1844年沿岸被英國占領，1901年全境淪為英國殖民地，名為「英屬黃金海岸」。
迦納於1957年3月6日宣告獨立，由原英國殖民地「黃金海岸」和「英屬多哥蘭」合併建國，成為非洲英屬殖民地中首個獨立的國家。
迦納獨立後，經歷過多次政變。1981年憲法撤銷，而且禁止組成政黨。1992年新立憲法，再次准許多黨制。不少部族依然生活在「無國家社會」狀態。塔倫西人便屬其中之一。

## 社會、家庭與婚姻
大多數情況下，一個支派是一個大家庭。塔倫西人屬於父系社會，他們的宗法秩序，家庭的頭被認為是在家庭中最老的人。女兒幾乎都嫁給了鄰近的部落，男人不離開自己的部落。值得注意的是，男性和女性一起育兒。同樣的，優先的原則，兒子和孫子必須服從父親，因為父親握有大權，兒孫的財產都由父親管理。
注重長子和長女的原因是因為重視祭祀，需要有小孩履行祭祀義務。
同時女性的自主權相當大的程度。整個一生，他們與自己的父母親戚保持著密切的聯繫。事實上，正如其他非洲父系人民之間的兄弟在生命中扮演一個重要組成部分，作為放縱保護非獨裁的平衡的父親，和父系親屬的妻子與孩子都有權擁有自己的公寓，是她自己和她的孩子們的私人領地。
塔倫西人傳統的婚姻中，“新郎的監護人必須支付新娘送安撫禮物（lu sendaan）給新娘的監護人，而且必須支付聘禮的接受後者的比例。妻子通常信奉（SOL）四頭牛或同等超過數年分期付款購正價。如果他不滿足這些法律上的要求，一個男人對他的妻子沒有權利。“
塔倫西社會不允許女人通姦。一個女人如果通姦會使她的丈夫和孩子暴露於危險的神秘。她必須到丈夫的房子，並進行進入網關的考驗。如果她承認她可能安全地進入。如果不是這樣，她進入網關，宗族的祖先會導致她生病。這是婚姻忠誠的婦女一個強大的制裁，也是通姦不常見的一個原因。

### 禁忌
通常與女性月經有關。月經來的女人不能做飯，也可能被禁止靠近水源地。
當一個男孩6歲時，不能與父親吃同樣的食物，也不能使用父親的衣服、工具、武器，12歲左右，長子也不能與父親同時進家門。長女和母親之間的禁忌則是，長女不能看她母親的存儲容器，花瓶，花盆，或臉盆等等。

## 產業與生活
主要以農牧業為主，種植小米與高粱作為主食，飼養小規模的牛、綿羊和山羊。

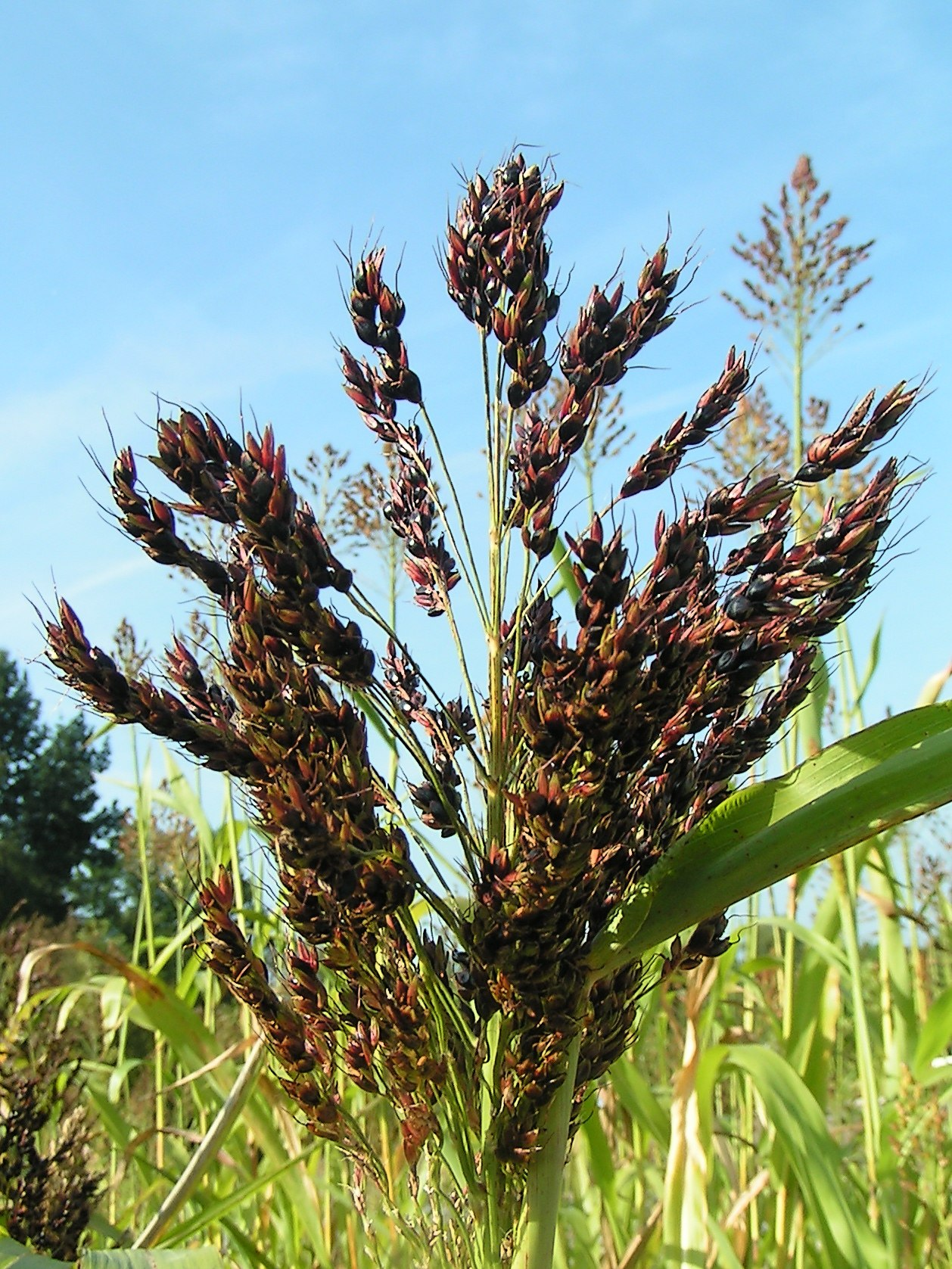
高粱
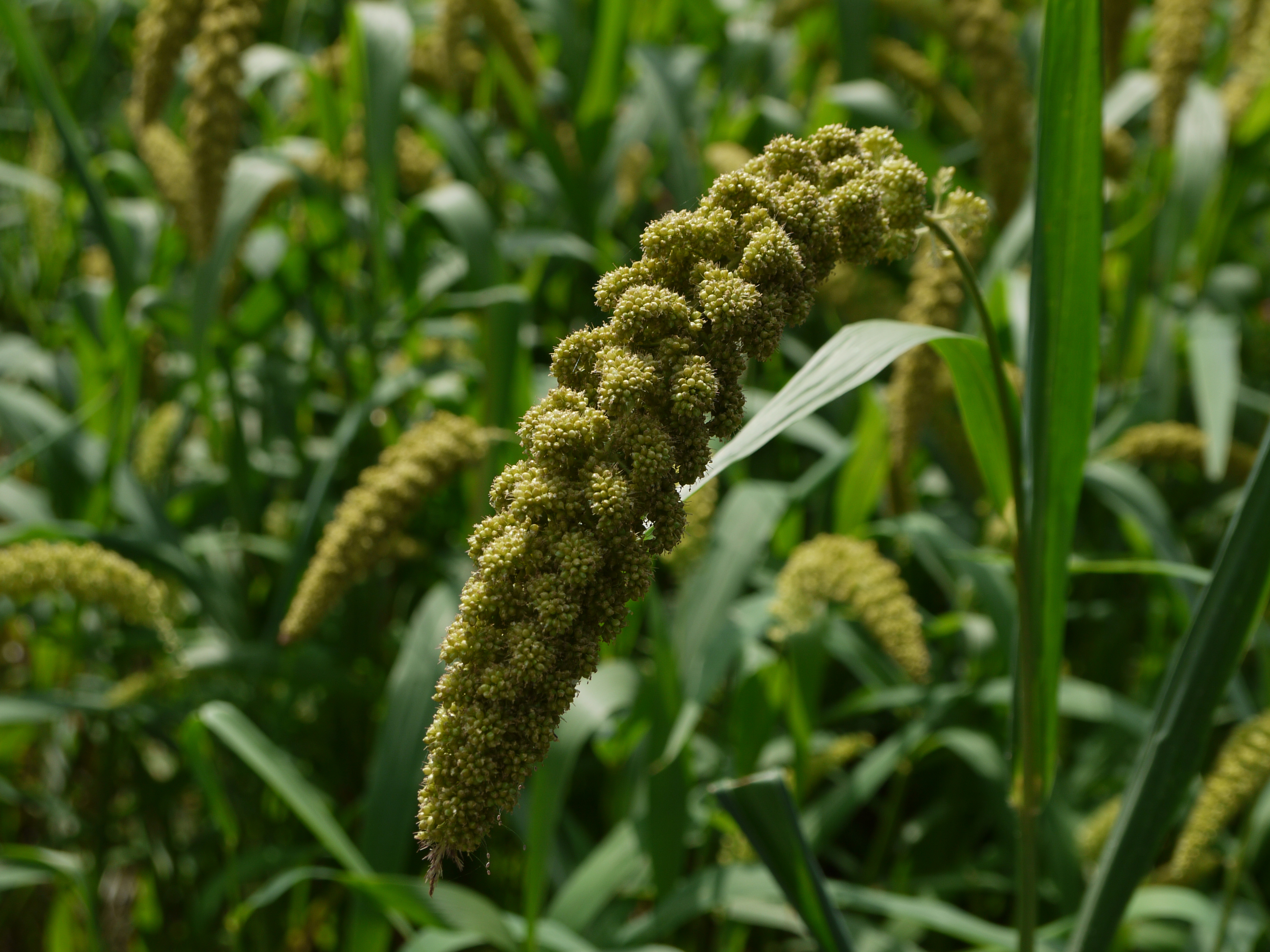
小米(粟)

### 經濟生活
迦納的經濟主要靠出口礦產，如黃金、錳。此外還有熱帶經濟作物的出口，如腰果、可可、豌豆。還有電力，因為迦納國內有水庫供水力發電，所以能將電力出口到國外。

## 信仰與習俗
部分塔倫西人信仰伊斯蘭教的遜尼派，也有少數信仰基督教，不過大部分人堅持傳統信仰。
傳統信仰與祖先崇拜和土地有關。隨著領導人有相當的影響力tendaana（“地球守護者”） -地球和先知的崇拜的祭司。民間傳說的主要流派-歌曲，故事和諺語 。祖先崇拜比較奇特，會蓋祭祀祖先的小神社。相信Tallensi所有祖先都有正向的力量，可以神不知鬼不覺懲罰不當行為，不斷要求崇拜-供品，祭祀和祈禱。只是Tallensi崇拜地球，熟悉跟其他其他非洲部落很像的巫術和魔法，它們的屬性屬於超自然世界。他們的世界跟超自然是無法分割的，這些社會成員相同的祖先，如活著一般存在他們身邊

### 崇拜鱷魚
每年二月有節日慶祝收穫。
塔倫西人敬畏鱷魚，他們認為鱷魚是神聖的，尤其是某些生活在池裡的特殊鱷魚。任何人都不敢任意傷害鱷魚，他們認為鱷魚是某個重要氏族祖先的化身，殺掉的話跟殺人的罪一樣，因為這將對整個部族帶來災難。
但是乾季的鱷魚不在此限，他們不認為他是人的化身，可以抓來吃掉。

### 神社文化
傳統信仰上，Tallensi被分為兩組 - Talis，相信自己從地球本身萌生，和Namoos，據說在400年前到達這個區域。 Tallensi宗教都有地球崇拜和生育能力的象徵，圖騰紀念活動和各種神社。佛龕毗鄰Tallensi住宅，是環繞與死者祖先相關的個人物品在柱子上 - 像刀或手鐲和祭祀品的遺跡像頭骨骨骼。有許多的偶像散佈在通戈山頭周圍。
Tallensi神社有兩種類型的建築 - 他們是圓與扁平泥屋頂或乾草屋頂，後者平常是被看不起的。因為據認為，Golib神恨惡火，所以不允許乾草屋頂。Tallensi跟Golib息息相關的禁忌，這一事實有助於保持這種獨特的文化景觀和傳統。 Tallensi的住房也是圓形的，有小門和牆壁幾個洞，可以排煙出來。
在Tengzug村祠堂是在該地區最重要的祭祀地點之一。 Tengzug是由高粱領域，猴麵包樹和神聖的岩石包圍，並擁有許多傳統的萬物有靈道士生活在那裡。這個地方的神聖性吸引了眾多的朝聖者，這些朝聖者必須因觀察和參與鳥類的祭祀赤裸上身。 Tengzug神社是在實現他們的訪客的願望的高成功率聞名整個西非。當然，要滿足願望，需要犧牲動物。
還有其他村的神社，供奉馴養動物及動物頭骨和其他殘骸裝飾，尊敬辛勤工作的動物為他們主人完成許多事物。有驢頭骨，雞毛和血，無頭山羊用樹葉蓋住他們的屁股。每種動物為社會象徵著一定的價值， 狗代表安全，公羊代表和諧，雞代表協議，驢則是代表負擔減輕。
在葛洛布(Golob)節，一個在三月至四月期間的節日，禁止流血，所以在神社執行的所有儀式是不流血的。在此期間，犧牲獻祭最多的時候是這個節日發生10 - 11月時，被稱為Bo'araam。